# Pletismografía
Pletismografía es un método basado en la medición de cambios de presión y volumen que se utiliza para medir parámetros orientados al diagnóstico de enfermedades pulmonares o cardiovasculares.

## Pletismografía corporal

### Principios

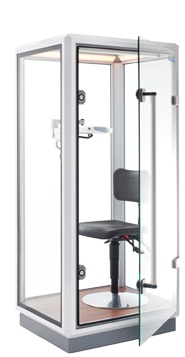
Un pletismógrafo moderno

Pletismografía viene del griego plethusmos, que significa agrandamiento. Determina el volumen de gas compresible dentro del tórax, para lo que se basa en la ley de Boyle, que dice que en un sistema cerrado a temperatura constante el producto de la presión (P) por el volumen (V) del gas es siempre constante (k); o lo que es lo mismo: {\displaystyle P\cdot V=k}; por lo que, si en un sistema cerrado cambiamos P o V, como su producto permanece constante, entonces el producto P • V antes del cambio tiene que ser igual a P • V después del mismo, es decir, {\displaystyle P_{1}\cdot V_{1}=P_{2}\cdot V_{2}}.

### Historia
El método nació en 1882. Este año en el que a Pfluger se le ocurrió medir su propio volumen de gas intratorácico aplicando la Ley de Boyle. En primera instancia su objetivo era relacionar las variaciones en la presión alveolar con las variaciones simultáneas de volumen pulmonar. Utilizó una cámara de madera que lo cubría de cuerpo entero y lo comunicaba por medio de un espirómetro. Esto supuso el nacimiento del pletismógrafo a presión, en el cual en una caja de aire comprimido los cambios en el volumen de gas intratorácico pueden ser obtenidos mediante los cambios simultáneos de la presión del gas de dicha caja. 

### Procedimiento
El sujeto se sitúa dentro de la cabina de pletismógrafo totalmente sellada, donde mantiene contacto con el exterior por medio de una boquilla que le permite respirar. Tras una espiración normal se le cierra la boquilla y se le pide al sujeto que inhale fuertemente contra resistencia, lo que provocará un aumento de volumen en sus pulmones y un correspondiente aumento de presión (por compresión de volumen) en la cabina. Aplicando la ley de Boyle, y conociendo el volumen de la cabina antes de la inhalación, es posible calcular el cambio en el volumen de la cabina. El gas en el pulmón debe haber cambiado en la misma magnitud. De esta forma y conociendo los cambios de presión en el aparato respiratorio (incluyendo boca y pulmones), podemos calcular el volumen de gas en los pulmones tras una espiración normal o capacidad residual funcional (CRF). El volumen desplazado durante el proceso se mide usando un instrumento que recibe el nombre de neumotacógrafo.

## Pletismografía de extremidades
Permite obtener información sobre la presión arterial y las resistencias periféricas midiendo los cambios de volumen del sistema arterial en las extremidades

### Historia
Etimológicamente, el término pletismografía significa registro de volumen en griego, siendo uno de los métodos más antiguos utilizados en fisiología humana.
Los primeros referentes se sitúan en 1737, año en que Glisson y Swammerdan usaron el método pletismográfico en el estudio de las contracciones del músculo aislado.
Los ingleses Brodje y Russell en 1924 aplicaron esto al registro del flujo sanguíneo al calcular el flujo de la arteria renal por medio de registros volumétricos en un riñón en el que previamente habían clampado a la vena renal.
En 1928 Hewlett, aplicando el mismo principio midió el flujo arterial de la extremidad inferior, ocluyendo el flujo venoso mediante un manguito neumático.
En 1938, Herztman describió la fotopletismografía y en 1949 Whitney introdujo la pletismografía por anillos de mercurio, que posteriormente se desarrollaría por Vendrick y Barendsen.
Greenfield, en 1954, utilizó el pletismógrafo de agua para medir las variaciones de volumen en un segmento de extremidad en función de las variaciones de volumen de agua en el recipiente, que luego eran proyectadas sobre una película fotográfica
Whitney describió en 1953 el método basado en anillos de mercurio y Nijboer desarrolló el pletismógrafo basado en la impedancia en 1970.
A partir de los años 70 se desarrollaron un número considerable de técnicas. Su diferencia estriaba en la metodología utilizada y en su rango de sensibilidad.

### Fundamentos físicos
Las variaciones en el volumen de un órgano o de un segmento de extremidad, inducidos por la sangre, se relacionan directamente con la presión arterial, la presión venosa, con la elasticidad del sistema, con la resistencia, la temperatura y la constante de expansión del propio sistema.
En el sistema arterial los cambios de volumen están determinados por la presión arterial y las resistencias periféricas, mientras que en el sistema venoso la compliancia es la variable más importante.

### Tipos
1. Pletismógrafo de agua: Se basa en el incremento de la presión hidrostática inducida sobre la masa de agua contenida en un recipiente cerrado. Esta presión se transmite a una columna de gas llamada espirómetro, situada en un lateral del recipiente. Un polígrafo registra las oscilaciones del espirómetro.
2. Pletismógrafo de aire: Se sitúa una cámara neumática, a modo de manguito, en torno a la extremidad. Las variaciones de volumen de dicha extremidad se transmitirán al manguito, el cual está insuflado a una presión de 40-60 mmHg.
3. Pletismógrafo de impedancia: Mide los cambios de volumen en función de las variaciones en la impedancia eléctrica, utilizando el principio físico de la carga iónica que posee el flujo sanguíneo.
La impedancia (Z) se define como la resistencia que un conductor presenta al paso de la corriente eléctrica y se expresa como:
- {\displaystyle Z=p*(l/S)}  (1)

{\displaystyle p} es la constante de resistividad del medio, se mide en ohmios por metro, {\displaystyle l} es la longitud del conductor y {\displaystyle S} es el área del conductor.
Se conoce que el volumen es superficie por longitud, y por lo tanto, superficie será volumen partido por la longitud. Si se despeja de la siguiente forma, se llega a la siguiente ecuación: 
- {\displaystyle V=l*S}  (2)

- {\displaystyle S=V/l} (3)

Si sustituimos (3) en la ecuación (1), nos da lo siguiente:
- {\displaystyle Z=p*(l^{2}/V)}

La longitud permanecerá constante, por lo tanto {\displaystyle \Delta Z} será proporcional a {\displaystyle \Delta V}. Así:
- {\displaystyle \Delta Z=p*l^{2}*(1/V_{1}-1/V_{2})=p*l^{2}*\Delta V/\Delta V_{1}*V_{2}}

Siendo {\displaystyle p} una constante para el medio, puede concluirse que los cambios de impedancia podrán relacionarse con los de volumen en un segmento de extremidad en el cual los electrodos se mantengan en un emplazamiento constante. 
En este método se utilizan 4 electrodos: 2 periféricos y 2 centrales. Los primeros generan el campo eléctrico de bajo voltaje y alta frecuencia de oscilación, entre 50 y 250 kHz, con el fin de conseguir un campo eléctrico uniforme. Los segundos miden los cambios de impedancia provocados por el flujo sanguíneo.
4. Pletismógrafo de anillos de mercurio (strain gauge): Su esencia es muy parecida a la del pletismógrafo que se acaba de ver, puesto que mide los cambios de volumen en función a la impedancia, que es la resistencia al paso de corriente por los anillos, que contienen en su interior una aleación altamente conductora a base de indio y galio.
El paso de una corriente eléctrica por un conductor es directamente proporcional a su longitud e inversamente proporcional a su sección. Un cambio en el volumen del segmento en torno al cual tenemos los anillos de Hg, provocaría una variación en la longitud de dichos anillos, variando así la resistencia de los mismos al paso de la electricidad por su interior.
- {\displaystyle \Delta R=2*\Delta L=2*\pi r}  (1)

El perímetro de la circunferencia en una sección circular de la extremidad {\displaystyle C} es función de su radio {\displaystyle r}:
- {\displaystyle C=2*\pi *r} (2)

De las ecuaciones (1) y (2), sabiendo que {\displaystyle \pi } es una constante, se concluye que pequeñas variaciones del radio de la circunferencia provocarían cambios de resistencia en el interior del material conductor: 
- {\displaystyle \Delta R=\Delta 4\pi r}

Este método no solo se utiliza en extremidades. También presenta variables, como la pletismografía peneana, la cual tiene grandes aplicaciones al diagnóstico de la disfunción eréctil orgánica.
5. Fotopletismografía: No se permite valorar cambios segmentarios de volumen, sin embargo, tiene utilidad para registrar variaciones del flujo arterial y venoso a nivel de los plexos dérmico y subdérmico, y las correlaciones de estos datos en las curvas de registro de las curvas de pulso obtenidas por los métodos anteriores, ha comportado que se incluya como un método pletismográfico.
Su principio físico se basa en la capacidad de la gama infrarroja de la energía lumínica en incidir en el flujo sanguíneo de arterias y venas subcutáneas.
La fuente emisora de infrarrojas es un diodo, y la receptora un fotosensor de Cadmio-Selenio contiguo al primero. Los tejidos absorben la mayor parte de la luz emitida por el diodo, y solo entre el 5 y el 10 % alcanza los vasos subcutáneos, cuya magnitud de luz reflejada depende de la densidad de hematíes en su interior. La energía reflejada es amplificada y convertida en diferencial de voltaje.

### Aplicaciones
Los diversos tipos de pletismografías tienen un amplio repertorio de aplicaciones. Aquí solo se incluyen algunas de ellas:
- Medir la presión de pulso arterial, diagnosticar insuficiencia arterial periférica, macroangiopatías plantares, establecer el nivel óptimo de amputación, etc.
- Medición del flujo venoso: mide el tiempo de llenado de los plexos venosos subcutáneos a nivel del tercio distal de la extremidad inferior. Para ello, se provoca el vaciado de estos, con dorsiflexiones repetidas del pie. La sangre de nuevo regresa normalmente por las vénulas, pero puede hacerlo también por reflujo en situaciones patológicas. La exploración se realiza con la extremidad en declive, y la célula fotoeléctrica debe estar colocada en una zona cutánea exenta de pigmentación. El proceso se traduce en una gráfica (véase imagen a la derecha) con una primera parte de la curva descendente correspondiente al vaciado y una segunda parte correspondiente al llenado de los plexos. En situación patológica esta segunda parte será un intervalo mucho más corto que en situaciones normales.
- La pletismografía corporal nos permite medir la capacidad residual funcional, lo que nos puede guiar para el diagnóstico de múltiples patologías.
- La pletismografía de impedancia, por ejemplo, puede servirnos de alternativa al empleo de ultrasonidos para a detectar modificaciones vasculares in vivo en estudios poblacionales ante apremio suprasistólico. Brinda información útil con respecto al comportamiento vascular temporal.